# Mount Hay, Antarktis
Mount Hay är ett berg i Antarktis. Det ligger i Östantarktis. Australien gör anspråk på området. Toppen på Mount Hay är 1 602 meter över havet.
Terrängen runt Mount Hay är huvudsakligen lite kuperad. Trakten är obefolkad. Det finns inga samhällen i närheten.